# Феодосий (Василиу)
Епи́скоп Феодо́сий (греч. Επίσκοπος Θεοδόσιος, в миру Феодорос Василиу, греч. Θεόδωρος Βασιλείου; 1936, Саламин, Аттика — 6 июля 2024, Греция) — епископ старостильной ИПЦ Греции (Синод Хризостома); митрополит Вресфенский (1995—2024).
День тезоименитства — 17/30 января (память Феодосия Великого).

## Биография
Родился в 1936 году на острове Саламин, в Греции. По окончании средней школы работал в местном морском порту.
С 1958 по 1960 годы служил в рядах Военно-морских сил Греции, а после домобилизации продолжил работу в порту острова Саламин.
В 1978 году поступил в братию монастыря Эсфигмен на Святого горе Афон, а после трёхмесячного испытания, архимандритом Каллиником (Сарандопулосом) в монастыре в Коринфе пострижен в монашество с наречением имени Феодосий.
В 1978 году митрополитом Коринфским Каллистом (Макрисом) был последовательно рукоположен в сан иеродиакона и иеромонаха.
В августе 1999 года решением «флоринитского» Синода ИПЦ Греции избран и вскоре рукоположен в сан епископа Вресфенского.
Является одним из основателей мужского старостильного монастыря в честь преподобного Феодора Студита в Коринфе, а также целого ряда храмов в регионе Пелопоннеса.
Скончался 6 июля 2024 года.